# Amy Clay
Amy Clay poprzednio Amy Ives (ur. 14 grudnia 1977 r. w hrabstwie Orange) – australijska wioślarka.

## Osiągnięcia
- Igrzyska olimpijskie – Pekin 2008 – czwórka podwójna – 6. miejsce[1]
- Igrzyska olimpijskie – Londyn 2012 – czwórka podwójna – 4. miejsce[1]